# Platycypha picta
Platycypha picta – gatunek ważki z rodziny Chlorocyphidae.